# Louis Maimbourg

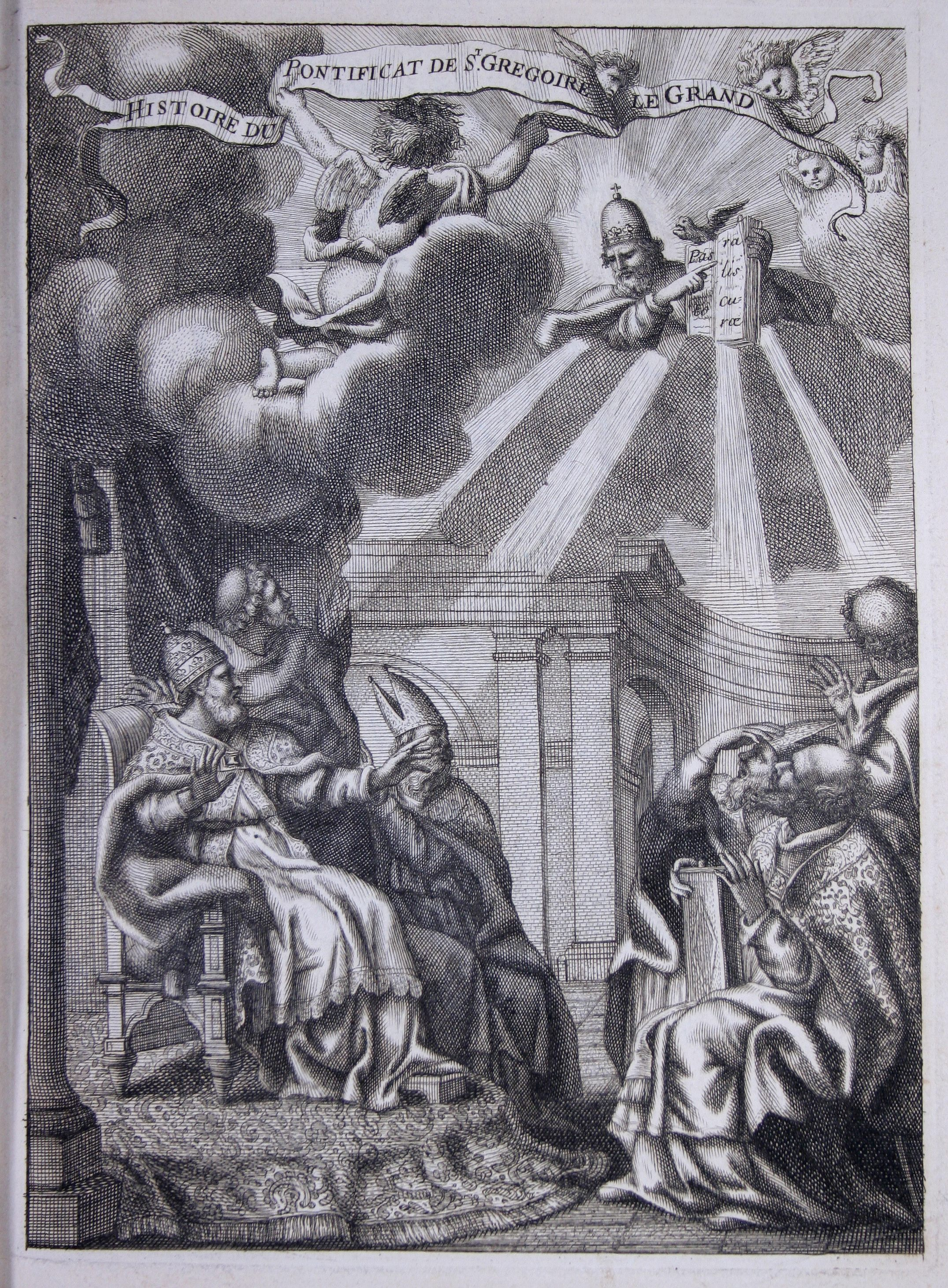
Histoire du pontificat de S. Grégoire-le-Grand

Louis Maimbourg, né le 10 janvier 1610 à Nancy et mort le 13 août 1686 à Paris, est un homme d’Église et historien lorrain. Il fut jésuite de 1626 à 1682.

## Biographie
Maimbourg entra en 1626 chez les jésuites. Après un temps comme enseignant à Dijon (1630-1634) il fit des études de théologie qu'il commença à Paris (1634-1636) et poursuivit à l'université grégorienne de Rome (1636-1638). Il fut ordonné prêtre en 1637. Il enseigna pendant dix ans les humanités au Collège des jésuites de Rouen, puis devint prédicateur. Il soutint de violentes polémiques avec les jansénistes et contesta notamment leur traduction de la Bible. Sa défense publique et vigoureuse de Louis XIV, dans le conflit qui l'opposait au pape Innocent XI lui valurent d’être expulsé de son ordre par le pape en 1681, mais Louis XIV lui octroya une pension et le droit de résider à l’abbaye Saint-Victor de Paris.
Il fut un historien prolifique dont Voltaire regrettait qu’il fût trop méconnu et dont il disait dans son Siècle de Louis XIV : « Il y a encore quelques-unes de ses histoires qu’on ne lit pas sans plaisir. Il eut d’abord trop de vogue, et on l’a trop négligé ensuite. Ce qui est singulier, c’est qu’il fut obligé de quitter les jésuites, pour avoir écrit en faveur du clergé de France. » (Catalogue de la plupart des écrivains français qui ont paru dans le Siècle de Louis XIV, pour servir à l’histoire littéraire de ce temps, 1751).
Pierre Bayle se fit en revanche beaucoup plus critique de son œuvre, en particulier de son Histoire du calvinisme (Critique générale de l’histoire du calvinisme de Mr Maimbourg, 1683), ainsi que l'avait fait Jean Rou plus tôt (Remarques sur l'histoire du calvinisme de Mr Maimbourg, 1682).

## Principaux ouvrages
- La Méthode pacifique pour ramener sans dispute les protestans à la vraie foy sur le point de l’Eucharistie (1670)
- Traité de la vraie parole de Dieu, pour réunir toutes les sociétez chrétiennes dans la créance catholique (1671)
- Traité de la vraie Église de Jésus-Christ, pour ramener les enfans égarez à leur mère (1671)
- Sermons pour le caresme, ou toutes les parties de chaque Évangile sont comprises et rapportées à un point principal (1672)
- Histoire de l’arianisme depuis sa naissance jusqu’à sa fin, avec l’origine et le progrès de l’hérésie des sociniens (1673)
- Histoire de l’hérésie des iconoclastes et de la translation de l’Empire aux Français (1674)
- Histoire des croisades pour la délivrance de la Terre-Sainte (1675-76)
- Histoire du schisme des Grecs (1677)
- Histoire du grand schisme d’Occident (1678)
- Histoire de la décadence de l’Empire après Charlemagne et des différends des Empereurs avec les papes au sujet des investitures et de l’indépendance (1679)
- Histoire du Luthéranisme (1680)
- Histoire du Calvinisme (1682)
- Histoire de la Ligue (1683 première édition, deuxième édition la même année)
- Traité historique de l’établissement et des prérogatives de l’Église de Rome et de ses évesques (1685)
- Histoire du pontificat de S. Grégoire-le-Grand (1686)
- Histoire du Pontificat de Saint Leon le Grand (1687)
- Œuvres
- (it) Louis Maimbourg dans les Archives historiques de l'Université Grégorienne